# سیارک ۲۷۱۰۲
سیارک ۲۷۱۰۲ (به انگلیسی: 27102 Emilychen، نامگذاری:1998VV7)۲۷۱۰۲مین سیارک کشف شده‌است که در ۱۰ نوامبر ۱۹۹۸ کشف شد.